# Аръз (община Девол)
Аръз (на албански: Arrëz или Arraz) е село в Албания в община Девол, област Корча.

## География
Селото е разположено на 12 километра южно от град Корча високо в северните склонове на планината Грамос. Селото е един от традиционните центрове на грамоските власи.

## История
Александър Синве („Les Grecs de l’Empire Ottoman. Etude Statistique et Ethnographique“), който се основава на гръцки данни, в 1878 година пише, че в Арза (Arza) живеят 1200 гърци.
На Етнографската карта на Битолския вилает на Картографския институт в София от 1901 година Арза е чисто албанско мюсюлманско село в Корчанската каза на Корчанския санджак с 86 къщи.
До 2015 година селото е част от община Божи град (Мирас).